# Фрезе, Пётр Александрович
Пётр Алекса́ндрович Фре́зе (29 февраля [12 марта] 1844, Санкт-Петербург, Российская империя — 24 апреля 1918, Граново, Вышневолоцкий уезд, Тверская губерния, РСФСР) — российский изобретатель, один из конструкторов первого российского автомобиля. Свойственник И. П. Кулибина.

## Биография
Родился в Петербурге, дворянин, род Фрезе внесён в дворянскую родословную книгу Казанской губернии 1785—1917 гг. Отец Фрезе, Александр Ермолаевич, (1804—1872) — горный инженер, начальник Алтайского горного округа (1864—1871). Фамилия имеет немецкие корни из Лифляндской губернии Российской империи. Мать Татаринова Екатерина Степановна, (1820—1896), дочь генерал-майора, горного инженера Татаринова Степана Петровича. Брат Фрезе, Александр Александрович, (1840 — после 1917) — русский генерал от инфантерии, член Государственного Совета.
В 1865 году П. А. Фрезе окончил Санкт-Петербургский горный институт, получив диплом и право на чин подпоручика, около 9 лет служил на предприятиях Алтайского горного округа. С 1868 года, — приставом плавильного производства Павловского завода, затем в той же должности на Барнаульском сереброплавильном заводе.

## Экипажная фабрика «Фрезе и К°»

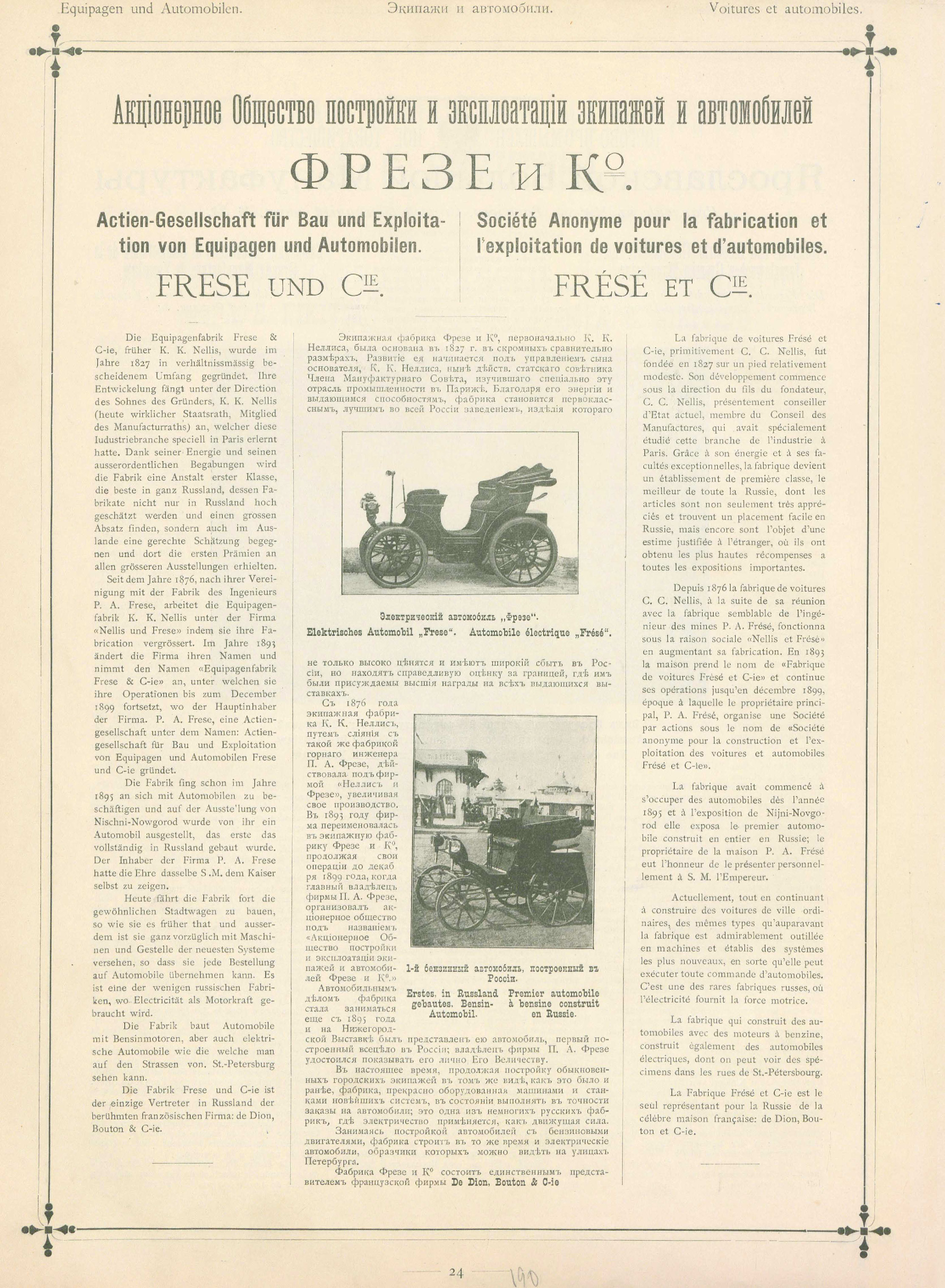
Акционерное общество постройки и эксплуатации экипажей и автомобилей Фрезе и К°, 1900-1901 год

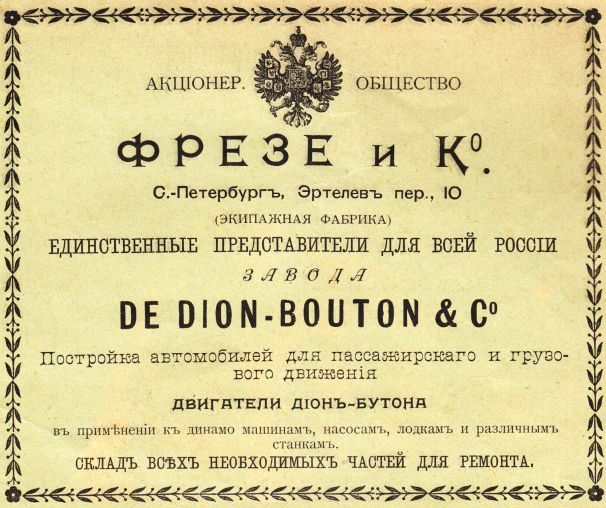
Реклама экипажной фабрики «Фрезе» (1902)

- в 1874 году Пётр Фрезе в чине титулярного советника вышел в отставку, переехал в столицу и занялся экипажестроением, основав собственное предприятие — фабрику конных экипажей (повозок).
- В 1876 году фабрика конных экипажей П. Фрезе объединилась с экипажной мастерской Карла Неллиса — каретного фабриканта Двора Его Императорского Высочества[2]. Новая фирма стала называться «Неллис и Фрезе» и через несколько лет Пётр Фрезе стал её управляющим[3].
- С 1893 года и до конца 1899 года фирма называлась экипажной фабрикой «Фрезе и К°».
- На Всемирной выставке в Чикаго (июнь 1893) продукция экипажной фабрики Фрезе и Неллис была награждена бронзовой медалью и почётным дипломом.
- На Всероссийской промышленной выставке в мае 1896 года Фрезе и Е. А. Яковлев представили первый российский автомобиль на базе самодвижущегося экипажа с мотором. Двигатель был изготовлен  на заводе Яковлева, а кузовные детали на экипажной фабрике Фрезе.

27 мая 1896 г. в петербургской газете «Новое время» появилось рекламное объявление «Первого русского завода керосиновых и газовых двигателей Е. А. Яковлева», в котором сообщалось, что в начале месяца в окрестностях Петербурга был испытан первый русский автомобиль.
А в июле того же года автомобиль с мощностью двигателя в 2 л.с. был представлен как экспонат на Всероссийской промышленно-художественной выставке в Нижнем Новгороде, где он совершал демонстрационные поездки. Автомобилю была даже назначена цена — 1500 рублей. (Для сравнения можно сказать, что лошадь по тем временам стоила 50 руб.) Цена машины Яковлева и Фрезе была вполовину дешевле, чем те автомобили, которые продавала в России фирма Бенца, но никого из отечественных промышленников она не заинтересовала.
- в 1899 году с разрешения Николая II Фрезе организовал «Акционерное общество постройки и эксплуатации экипажей и автомобилей Фрезе и К°»[5]. Компаньоном Фрезе стал Г. Г. Елисеев — владелец сети знаменитых гастрономов. Производством руководил Пётр Георгиевич Арсеньев, который сотрудничал ранее с Е. А. Яковлевым. В том же году в акционерном обществе Петра Фрезе приступили к изготовлению первых отечественных электромобилей, сконструированных Ипполитом Романовым. Русские электромобили были построены в 1900 году и имели по два электродвигателя: каждый из них при помощи цепной передачи приводил в движение колёса, ведущими из которых были передние. Экипаж имел также две системы торможения — механическую и рекуперативную, электродинамическую. Бездымный транспорт мог развивать максимальную скорость до 37,4 километра в час.

«Фрезе и К°» — акционерное общество постройки и эксплуатации экипажей и автомобилей. Фабрика экипажей и автомобилей (с помощью пара, керосина, бензина, ацетилена, электричества и других механических двигателей) в Санкт-Петербурге, Эртелев переулок, 10, мастерские и склад. В Варшаве — Школьная, 15. Правление в Санкт-Петербурге — Эртелев, 10. Директор-распорядитель — Фрезе Пётр Александрович, Директор — Елисеев Григорий Григорьевич, Шуленбург Сергей Иванович. Устав от 11 июня 1899 года. Учреждение предприятие 30 ноября 1899. Основной капитал уставной — 300 000 руб. по 250 руб. за акцию. К 1 января 1902 основной капитал — 300 000 руб.
Источник: «Вся Россия», 1902
- в 1900 году Фрезе получил от французской фирмы «Де Дион-Бутон» (De Dion-Bouton) право на представительство её автомобилей в России и выпускал в небольшом количестве свои 2-х и 4-х местные электромобили. Фрезе получал из Франции шасси и изготовлял для них кузова. В том же году фирма «Фрезе и К°» организовала сдачу в наём электрических и бензиновых автомобилей собственной постройки в Петербурге и Варшаве.
- с 1901 года он стал приобретать у своего партнёра из Парижа моторы, коробки передач и задние мосты, а ходовую часть (колёса, рамы, рулевое управление) и кузова создавал своими силами. Так началось автомобильное производство фирмы «Фрезе и К°», она делала легковые машины с двигателями мощностью 3,5; 6 и 8 л.с..

По инициативе Хилкова в сентябре 1901 года состоялся пробег автомобилей по Военно-Грузинской дороге из Владикавказа в Тифлис протяжённостью около 200 вёрст. В этом пробеге участвовали три «самохода». Одним из них 2-местной французской машиной «Де Дион-Бутон» управлял сам князь Хилков. Вторая машина была построена в Петербурге по французской лицензии с двигателем фирмы «Де Дион-Бутон». Это был 2-местный автомобиль «Фрезе» и управлял им сам Пётр Александрович Фрезе. Третья машина — 6-местный «Панар-Левассор» (14 л.с.), была «выписана» Хилковым из Франции. «Одна из труднейших по крутизне и продолжительности спусков и подъёмов дорога была легко пройдена экипажами городского типа без опасности для себя и других».
- в конце 1901 г. П. А. Фрезе построил и свой первый 60-пудовый (грузоподъёмность 960 кг) грузовик с кузовом-платформой, опять же с мотором De Dion Bouton, но уже мощностью 8 л.с. и рабочим объёмом двигателя 864 см³. Это был первый грузовой автомобиль, в полном смысле этого слова, изготовленный в России. В отличие от легковых машин марки «Фрезе», скопированных с французских конструкций, грузовик являлся собственной разработкой петербургской фирмы.
- c 1902 г. фабрика начала серийное производство таких грузовиков, в том же году на его базе П. А. Фрезе изготовил и один 8-местный открытый омнибус с двигателем внутреннего сгорания. На омнибусе был установлен одноцилиндровый мотор мощностью 8 лошадиных сил. Омнибус мог развить скорость до 15 км/ч.
- с 1901 по 1903 год фирма Фрезе выпустила около ста 3-х и 4-х местных легковых автомобилей, это были первые в России серийные автомобили. И в последующие годы Фрезе продолжал строить автомобили. Так 4-х местные легковые автомобили «Фрезе и К°» стали применяться в Варшаве как такси.
- В 1902 году Фрезе представил свои машины на большие военные манёвры, проходившие под Курском. Они имели цель выявить пригодность нового средства транспорта для нужд армии. В числе других были испытаны четыре 8-сильных грузовых (один из них — 8-сильный омнибус) и четыре легковых автомобиля (из них 2 заднемоторных — 6 л.с. и 2 переднемоторных — 8 л.с.). На двух переднемоторных авто, мотор уже стоял впереди, как на французской модели «Де Дион Бутон-Попюлер», а трёхступенчатая коробка передач — сзади. По окончании манёвров военное ведомство приобрело у фирмы «Фрезе» только легковые машины, посчитав «грузовозы» для военной службы недостаточно мощными.

«Военная комиссия, осмотрев автомобили на площади, разместилась на автомобилях главного штаба и отправилась на Коломяжское шоссе, где их испытывали на крутейшем подъёме. После испытаний все автомобили были приняты комиссией Военного ведомства. Груза на платформах было по 50 пудов. Этот груз рассчитан для грунтовых дорог, а для шоссе и города допускается нагрузка в 80 пудов. Скорость грузовых 8-сильных машин с полным грузом — 15 вёрст в час. Цена каждого автомобиля около 3000 рублей».
- В 1902 году на фабрике был построен автомобиль с электроприводом весом всего 820 кг, поскольку не нуждался в аккумуляторах. Базой для него служил стандартный грузовик «Фрезе», оснащённый электромотором, приводимым в движение электрическим током высокого напряжения. Ток подавался по проводам (патент германской фирмы Telegraphen-Bauanstalt Siemens und Halske AG). В основу токосъёмника была положена французская конструкция изобретателя Ломбар-Жерена — по проводам катилась «контактная тележка с троллей». Журнал «Автомобиль» в 1902 году опубликовал заметку об испытаниях «автомобиля, приводимого в движение электрической энергией, получаемой от проводов вдоль пути, но ходящего не по рельсам, а по обычной дороге». Машина предназначалась для перевозки грузов. На испытаниях, которые прошли успешно, кроме П. А. Фрезе, присутствовали министр М. И. Хилков, князь П. Д. Львов (упоминавшийся как конструктор пружинной подвески), редактор основанного в 1902 г. журнала «Автомобиль» А. П. Нагель (в прошлом велосипедист-фигурист и участник Первой русской гонки моторов 1898 г.). Среди присутствующих был также инициатор постройки грузовика с электроприводом, впоследствии названного троллейбусом, инженер В. И. Шуберский (ранее упоминавшийся как конструктор вагона с инерционным накопителем энергии).

В воскресенье, 31 марта, в три часа дня, на дворе завода «Фрезе и К» (Эртелев пер,10, здесь в 1896 году был собран первый русский автомобиль) в присутствии г. министра путей сообщения кн. М. И. Хилкова и членов комиссии по вопросу о применении электрической тяги на железных дорогах, шоссейных и водных путях, был демонстрирован автомобиль, питаемый током от центральной станции, при помощи особой тележки, катящейся по проводам и собирающей с них ток. Тележка, соединённая с автомобилем двойным проводом, передвигается самим автомобилем…

Автомобиль, весящий 50 пудов, был нагружен 50-ю пудами и показал средний расход тока в 7 ампер при 110 вольтах. При опытах автомобиль легко уклонялся от прямого направления, давал задний ход и поворачивался. Все детали конструкции выработаны гр. С. И. Шуленбургом.
- к 1903 году фирма Фрезе, по свидетельствам современников, построила уже около 120 автомобилей. В это время фирма «Фрезе» уже превратилась из автосборочного предприятия в полноценный автозавод, где работали более 100 рабочих и служащих, годом ранее компания открыла филиал в Варшаве. «Акционерное общество постройки и эксплуатации автомобилей Фрезе и К°» строило практически самостоятельно все свои автомобили, включая ходовую часть. Только двигатели, коробки и другие наиболее сложные в производстве агрегаты оставались импортными. Это было одно из наиболее серьёзных российских автомобильных предприятий начала XX века.

Осенью 1903 года Г. Г. Елисеев и П. А. Фрезе выступили с проектом учреждения «Черноморского общества механического безрельсового передвижения и электрической энергии». Однако в 1904 году из-за начавшейся русско-японской войны «вопрос был снят с очереди», о чём сообщила газета «Черноморское побережье» 30 октября 1904 года.

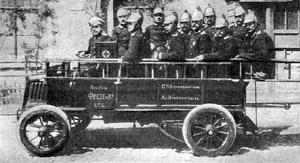
Пожарный автомобиль «Фрезе» (1904)

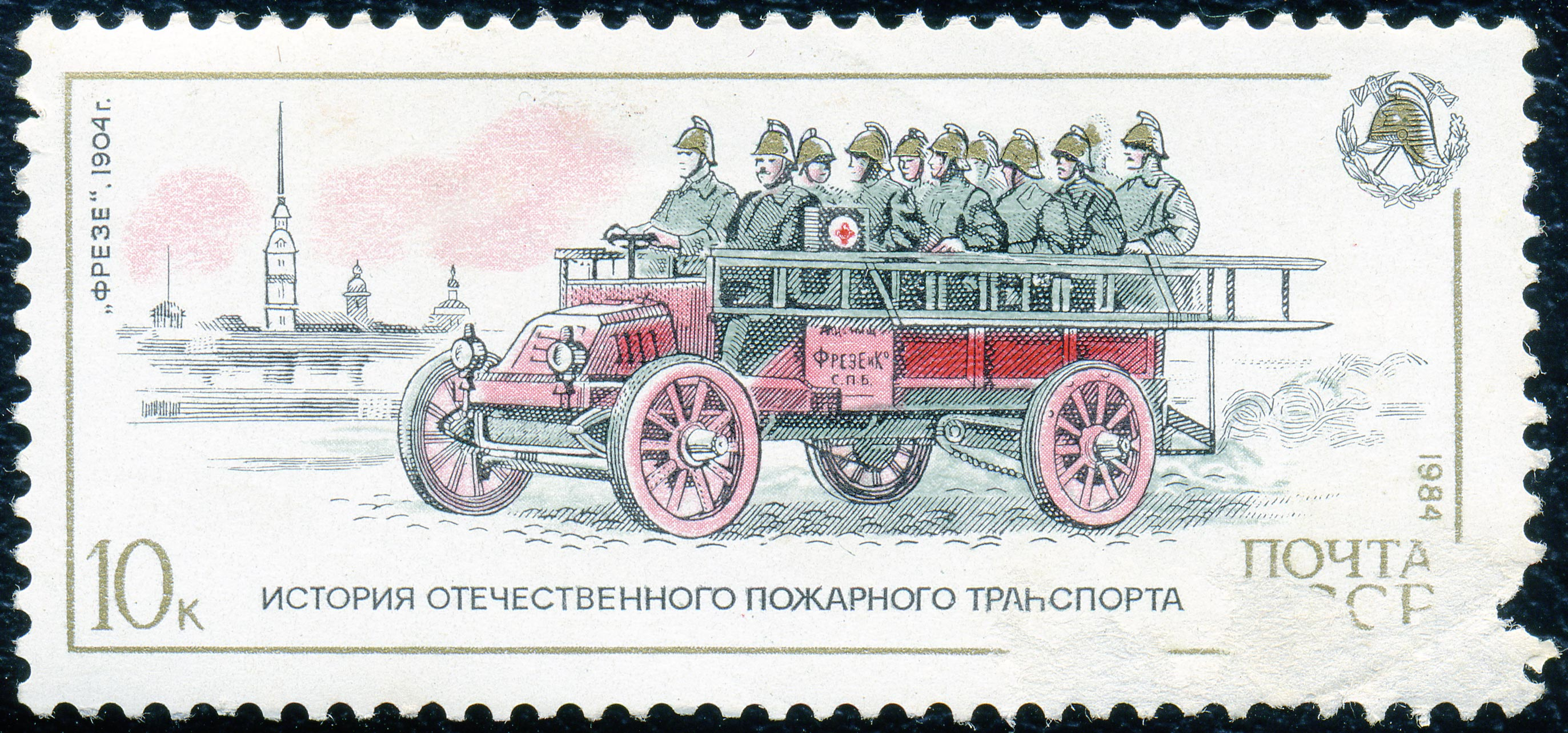
Почтовая марка СССР, 1984 г.

- в 1903 году почтамт Петербурга заказал Фрезе 14 машин для сбора писем из почтовых ящиков: 10 двухместных с двигателями 6 л.с. и ящиками на 10 пудов груза и 4 трёхместных с двигателями 8 л.с. и ящиками на 50 пудов груза. Первый почтовый фургон поступил на почтамт и был там испытан в сентябре 1903 года. П. А. Фрезе отказался от заднего расположения силового агрегата в легковых моделях. Кузов типа «фургон» монтировался на шасси легкового 4-местного автомобиля с короткой колёсной базой (1550 мм). Малая база позволяла маневрировать в самых тесных переулках. Почтовый фургон был оснащён колесами и шинами мотоциклетного типа. Фургон развивал скорость 18 км/ч. Доставка почты автомобилями стала осуществляться быстрее, чем фургонами, запряжёнными лошадьми. 4 декабря 1903 г. почтовые машины «Фрезе» были официально приняты Почтовым ведомством. По договору с заказчиком эксплуатацию, техническое обслуживание почтовых машин фирма «Фрезе» взяла на себя. К сожалению, эти машины послужили российской почте недолго: в ночь с 26 на 27 марта 1904 года в гараже почтамта вспыхнул пожар, уничтоживший почти все автомобили.
- в 1904 году на фабрике была построена одна из первых в России пожарных машин. Это был последний автомобиль Фрезе с одноцилиндровым двигателем De Dion Bouton (мощность 9 л.с., рабочий объём 942 см³). Машина предназначалась для перевозки 10 бойцов, на ней стоял стендер* на 80 саженей пожарного рукава и две пожарные лестницы. Противопожарное оборудование поставила петербургская фирма «Лангензипен». Пожарный автомобиль был построен в единственном экземпляре и был приобретён Александро-Невской пожарной частью Санкт-Петербурга. Сразу же в день получения частью этого автомобиля 10 июня (по старому стилю) 1904 г. он участвовал в тушении пожара на окраине С.-Петербурга. Первый русский пожарный автомобиль прибыл к месту происшествия на 12 минут раньше, чем конный обоз, и доказал свою практичность.
- в том же 1904 г. петербургская кондитерская фабрика «Жорж Борман» заказала у фирмы «Фрезе» пять бортовых грузовиков и фургонов. Как и в случае с заказами военного и почтового ведомств, все расходы на обслуживание и эксплуатацию этих автомобилей П. А. Фрезе взял на себя — привычная практика на заре автомобилизма, когда сеть станций технического обслуживания только зарождалась. Эти пять машин были различной конструкции: две модели бортовых грузовиков на длиннобазном шасси и короткобазный закрытый фургон. Они оснащались 2-цилиндровыми моторами De Dion Bouton мощностью 8 л.с. с рабочим объёмом 864 см³ и 12 л.с. — с объёмом 1728 см³. Грузовики и автофургоны на фирме Фрезе изготовили и для других заказчиков: Ижорского завода, магазина «Братья Елисеевы» и других.
- в 1905 г. на фирме был построен и испытан во дворе Инженерного замка в Санкт-Петербурге самый первый в мире узкоколейный электропоезд с активными прицепами по проекту инженера-капитана Гельда. Поезд состоял из шести вагонеток шириной 2 м и длиной 4,5 м (почти такой же, как у грузовой платформы автомобиля ЗИЛ-130). На головной вагонетке находился бензиновый двигатель 4-цилиндровый двигатель фирмы Germain мощностью 35 л.с. при частоте вращения 800 об/мин. С ним был соединён четырёхполюсный генератор. У каждой вагонетки два из четырёх колёс являлись ведущими и приводились отдельными электромоторами, получавшими ток от мотор-генератора. Фрезе предложил использовать для пассажирских перевозок, но правительство не оценило этого изобретения, и Фрезе продал свой поезд знаменитой французской автомобильной фирме «Де Дион-Бутон».
- в 1906 г. «Фрезе» строит свой первый автопоезд — 2-тонный грузовик с 4-цилиндровым 15-сильным двигателем французский фирмы Panhard et Levassor рабочим объёмом 3308 см³ с прицепом общей массой 1,6 т. Автомобиль был приобретён Министерством путей сообщения. Это был первый русский грузовик с прицепом.

Новый памятник П. А. Фрезе (2012)

- в 1907 г. в Петербурге проходила Первая Международная автомобильная выставка, где Фрезе демонстрировал кареты скорой помощи — две санитарные машины, построенные на шасси французских заводов Renault и Lorraine-Dietrich. В заднюю часть их закрытого кузова вдвигались носилки, при этом две створки люка для них имели горизонтальные петли. Фирма «Фрезе и К°» на этой выставке была награждена Большой золотой медалью за производство и распространение автомобилей в России.
- в 1908 г. одна из служб Удельного ведомства, расположенная на Кавказе в районе Абарау, заказала Фрезе грузопассажирский автомобиль. Это был один из первых русских автомобилей универсального назначения. Он предназначался для перевозки 50 пудов (800 кг) вина, пяти пассажиров и бронированного сейфа для денег. На нём стоял 15-сильный французский двигатель Panhard et Levassor — такой, как и на автопоезде 1906 года. У этого автомобиля рама была уже не деревянной, а стальной. Снаряжённая масса автомобиля составляла около 1200 кг. Он развивал скорость до 33 км/ч.
- в конце 1908 года из-за непродуманной таможенной политики Российской империи, когда ввозные пошлины на готовые импортные автомобили взимались по льготным тарифам, а пошлины на иностранные комплектующие стали слишком высоки, фабрика Фрезе прекратила сборку отечественных автомобилей, ограничившись только постройкой кузовов на импортных шасси Renault, Clement-Bayard, Lorraine-Dietrich, Panhard-Levassor (Франция), Germain, Minerva (Бельгия), FIAT (Италия). Одновременно фирма продавала в России и готовые машины этих заводов. Всего с 1899 по 1908 год фирмой Фрезе было собрано и построено более 200 автомобилей. С 1903 по 1908 годы на фирме небольшими партиями из готовых комплектов собирали мотоциклы. Сначала из импортных частей собирали и выпускали бельгийские трициклы марки «Саролея», а потом и двухколесные, собственной конструкции, но с импортными двигателями.
- в 1910 году Фрезе продал свою фирму Автомобильному отделу Русско-Балтийского вагонного завода (РБВЗ).
- После продажи фирмы Пётр Фрезе отошёл от дел и удалился в имение своего отца Граново[7] в Вышневолоцком уезде Тверской губернии. 24 апреля 1918 года Пётр Александрович Фрезе скончался и был погребён на Никольском кладбище Александро-Невской лавры.